# Sa'd bin Sa'ud Al Sa'ud
Saʿd bin Saʿūd Āl Saʿūd (in arabo سعد بن سعود بن عبد العزيز آل سعود‎?; 1924 – 1977) è stato un principe, politico e militare saudita, membro della famiglia reale Āl Saʿūd.

## Biografia
Il principe Sa'd è nato nel 1924 ed era il quinto figlio di re Sa'ud. Ha frequentato inizialmente la scuola dei principi con gli zii e i fratelli imparando a leggere e scrivere e memorizzando il Corano e le citazioni del profeta Maometto. Ha studiato anche storia, politica e arte della guerra. Ha poi proseguito gli studi a Ta'if. Nel 1950 ha conseguito il diploma di scuola superiore presso un istituto di La Mecca. Dal 1954 al 1969 è stato sottosegretario della provincia di al-Hudud al-Shamaliyya. Dal 1959 al 1963 è stato comandante della Guardia nazionale. Il suo ultimo incarico, ricoperto dal 1969 al 1977, è stato quello di vice governatore della provincia di Asir.
Sa'd bin Sa'ud è morto nel 1977 per un improvviso attacco di cuore.

## Vita personale
Il principe era sposato con Nura bint Faysal Al Sa'ud, figlia di re Faysal. Dal matrimonio sono nati otto figli.